# Les Géants de la route
Pour plus de détails, voir Fiche technique et Distribution.
Les Géants de la route est un film français de moyen métrage réalisé par Pierre-Jean Ducis en 1934.

## Synopsis
On peut être modeste employé et profiter du fait d'avoir été licencié pour partir à l'aventure, ne serait-ce qu'en voiture à pédales ! C'est le sort que se réservent Dupont et Durand, qui partent vaillamment à l'assaut des routes de France dans leur engin dérisoire. Sur leur chemin, ils vont même connaître un temps... la vie de château.

## Fiche technique
- Titre alternatif : La Belle Vie
- Réalisation : Pierre-Jean Ducis
- Scénario et dialogues : Paul Colline, René Dorin
- Société de production : Universum Film AG (UFA)
- Pays d'origine :  France
- Format :  Noir et blanc - 1,37:1 - 35 mm - son mono
- Genre :  Comédie
- Durée : 30 minutes / métrage : 1100 m
- Année de sortie : 
  - France - septembre 1934

## Distribution
- Paul Colline : Dupont
- René Dorin : Durand
- Lisette Lanvin : la fille du châtelain
- Lucien Brûlé : le châtelain
- Rose Lorraine
- Albert Malbert
- Albert Montigny